# 利方丹
利方丹（法語：Ly-Fontaine，法語發音：[lifɔ̃tɛn]）是法国上法蘭西大區埃纳省的一个市镇，属于圣康坦区。

## 地名
“方丹”（Fontaine）意为“泉”。法语地名通名在“枫丹白露”（Fontainebleau）等少数拥有传统译名的地名中译作“枫丹”，不过在《世界地名翻译大辞典》、《世界地名译名词典》和《法国地图册》等主流地名译名类书籍资料中多译作“方丹”。

## 地理
利方丹（49°44'4"N, 3°18'29"E）面积3.47 平方千米，位于法国上法蘭西大區埃纳省，该省份为法国北部内陆省份，北起北部省，西接索姆省和瓦兹省，东临阿登省和马恩省，西南至塞纳-马恩省，东北部与比利时接壤。
与利方丹接壤的市镇（或旧市镇、城区）包括：伯奈、日贝库尔、伊纳库尔、勒米尼、旺德伊。
利方丹的时区为UTC+01:00、UTC+02:00（夏令时）。

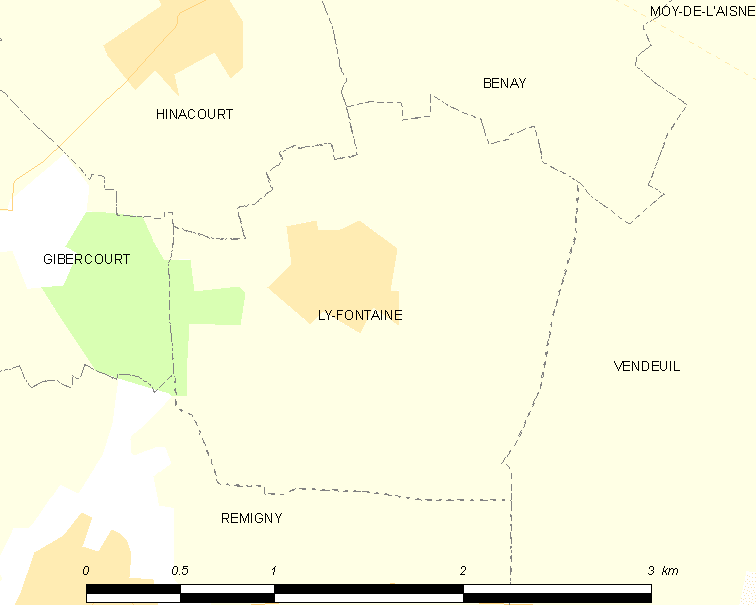
利方丹的OSM定位图

## 行政
利方丹的邮政编码为02440，INSEE市镇编码为02446。

## 政治
利方丹所属的省级选区为里布蒙县。

## 人口

1962-2008年间利方丹人口变化图示

利方丹于2022年1月1日时的人口数量为118人。